# Wellsville, Missouri
Wellsville är en ort i Montgomery County i Missouri. Vid 2010 års folkräkning hade Wellsville 1 217 invånare.